# SN 2005cv
SN 2005cv – supernowa typu II odkryta 10 lipca 2005 roku w galaktyce UGC 1359. W momencie odkrycia miała maksymalną jasność 17,60m.